# Birthday
„Birthday” – piosenka amerykańskiej piosenkarki Seleny Gomez z pierwszego solowego albumu Stars Dance (2013). Utwór został napisany i wyprodukowany przez Mike’a Del Rio, Crista Russo i Jacoba Kashera Hindlina. Matt Beckley użyczył swojego wokalu do produkcji utworu. Piosenka została pierwotnie ogłoszona singlem, lecz nigdy nie została oficjalnie wydana.

## Teledysk
22 lipca 2013 roku na kanale Vevo Seleny Gomez niespodziewanie przesłano teledysk do utworu, specjalnie zbiegło się to z jej 21 urodzinami. Piosenkarka podziękowała fanom, przy okazji premiery klipu: „Chciałam świętować moje 21 urodziny ze wszystkimi, więc zrobiliśmy ten film dla Was wszystkich, aby świętować razem. Dziękuję Wam za miłość i wsparcie, które pokazaliście. Bardzo Was kocham!”

## Notowania
| Lista (2013)                                    | Najwyższa pozycja |
| ----------------------------------------------- | ----------------- |
| Korea Południowa (Gaon)                         | 191               |
| Stany Zjednoczone Under Hot 100 (Billboard)     | 12                |
| Stany Zjednoczone Pop Digital Songs (Billboard) | 29                |